# Aegerita
Aegerita is een geslacht van schimmels uit de orde Polyporales. De typesoort is Aegerita candida. De familie is nog niet met zekerheid bepaald (incertae sedis).

## Soorten
Volgens index Fungorum  telt het geslacht tien soorten (peildatum augustus 2023):
| Soortnaam              | Auteur(s)          | Publicatiejaar |
| ---------------------- | ------------------ | -------------- |
| Aegerita cinnamomea    | Speg.              | 1918           |
| Aegerita crustacea     | DC.                | 1815           |
| Aegerita ferruginea    | Höhn.              | 1904           |
| Aegerita fungicola     | (Zeller) Hennebert | 1973           |
| Aegerita gelatina      | Matsush.           | 1975           |
| Aegerita insectorum    | Petch              | 1937           |
| Aegerita queenslandica | Matsush.           | 1989           |
| Aegerita torulosa      | (Bonord.) Sacc.    | 1886           |
| Aegerita traversoana   | Gaja               | 1911           |
| Aegerita webberi       | H.S. Fawc.         | 1910           |